# Albert Mol
Albert Mol, född den 1 januari 1917, död 9 mars 2004 i Laren i Gelderland, var en holländsk författare, skådespelare och TV-profil.